# St.-Trinitatis-Kirche (Danzig)

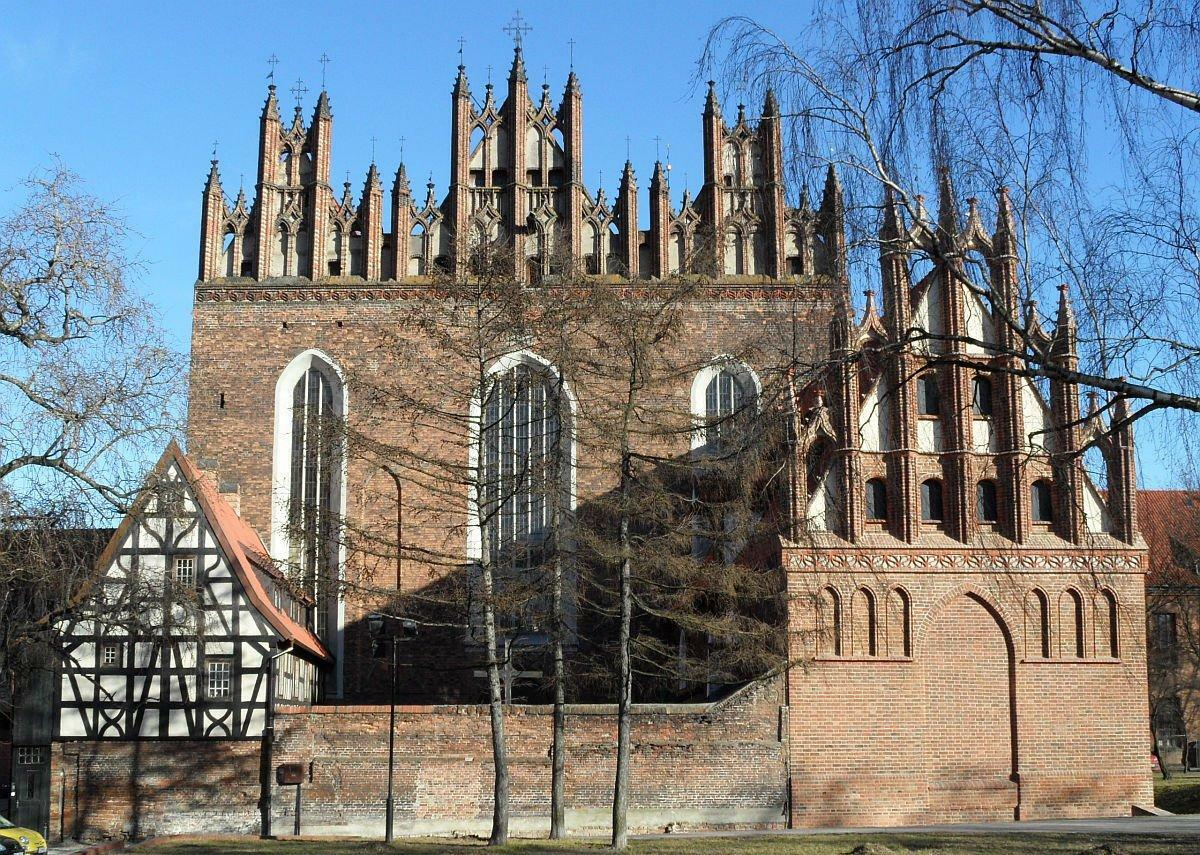
Von links: Kanzelhaus, St.-Trinitatis-Kirche und St.-Annen-Kirche.

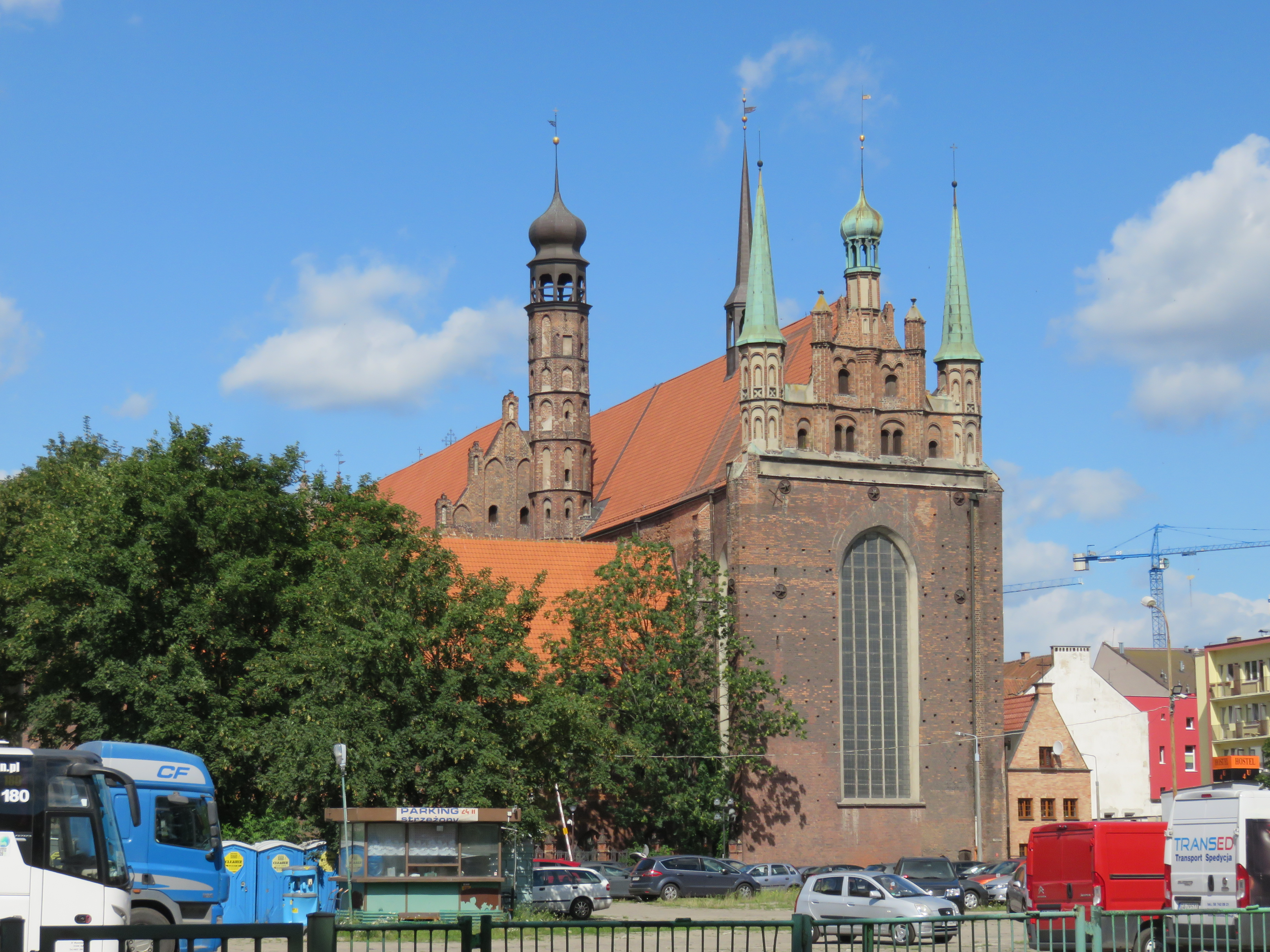
Ostseite Chor (die ehemalige Mönchskirche), im hinteren Bereich der Giebel des Südschiffes der Trinitatiskirche.

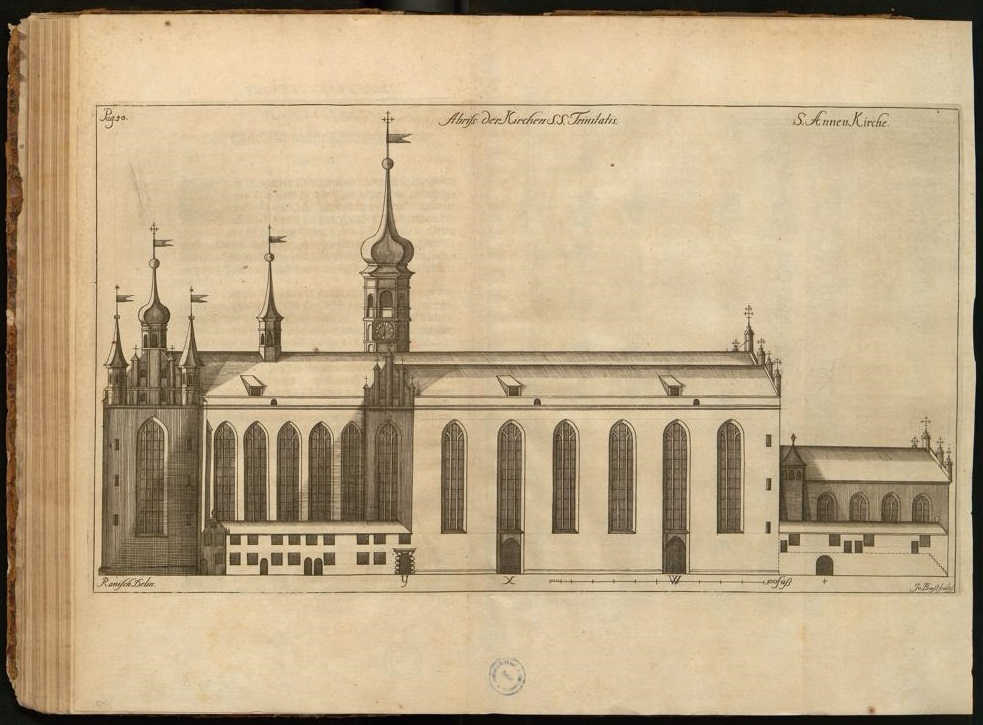
Nordseite der St.-Trinitatis- und St.-Annen-Kirche, Ostseite Chor (um 90° geschwenkt), vor 1695.

Die St.-Trinitatis-Kirche, die St.-Annen-Kirche und der Chor (die ehemalige Mönchskirche) in der Danziger Vorstadt bilden zusammen mit dem ehemaligen Franziskanerkloster einen im 15. Jahrhundert von den Franziskanern errichteten Gebäudekomplex.

## Geschichte

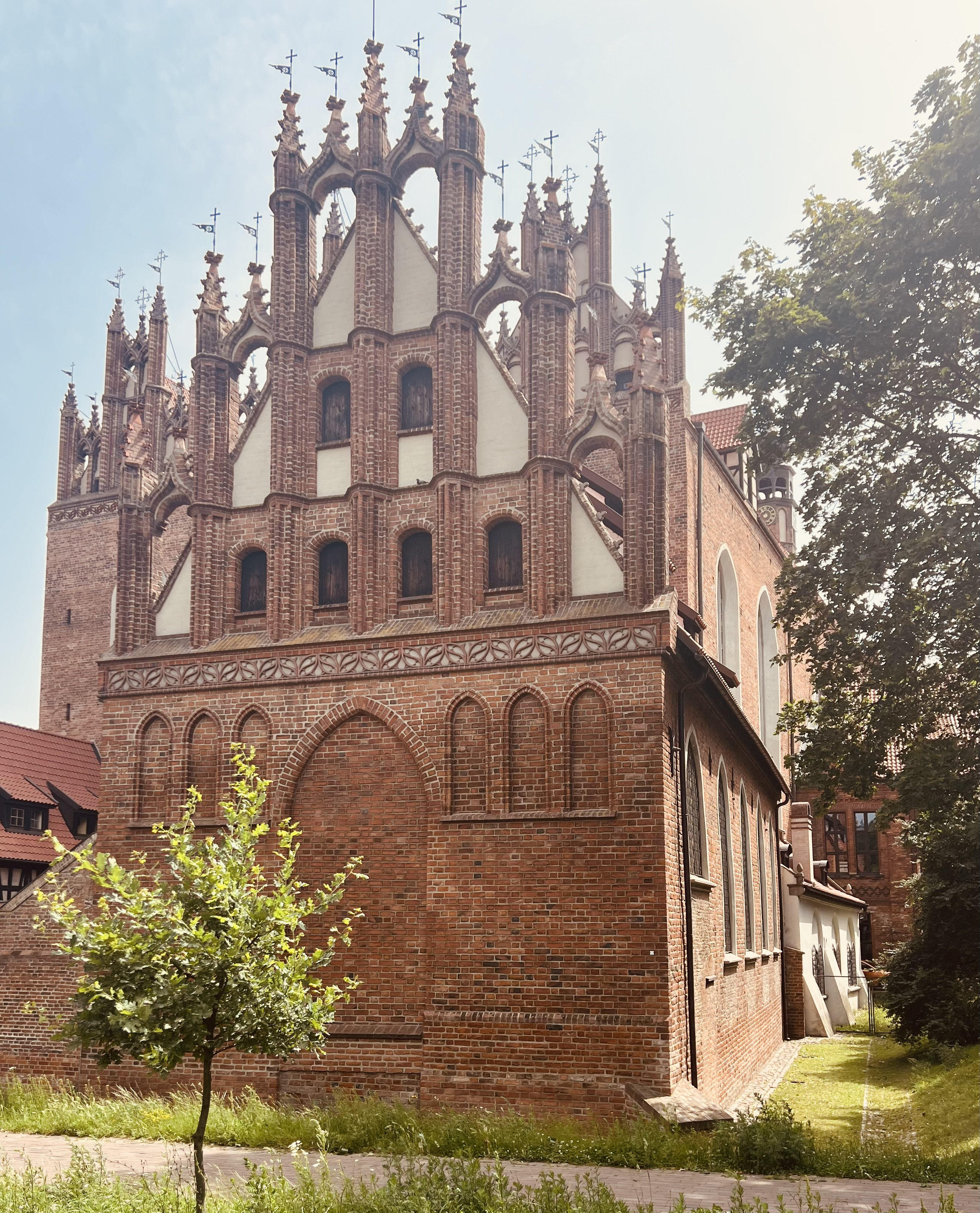
Annenkirche

Am 9. Oktober 1419 erteilte Papst Martin V. den Franziskanern der Sächsischen Franziskanerprovinz (Saxonia) das Privileg, in Danzig ein Kloster zu gründen. 1422 gewährte der Danziger Rat den Franziskanern zur Errichtung des Klosters ein Gelände in der Danziger Vorstadt von 26 Ruthen Länge und 20 Ruthen Breite (ca. 9600 m² / 1 Rute = 4,3 m). Das Gelände blieb im Besitz der Stadt, auch die Errichtung der Gebäude war an die Zustimmung des Rates gebunden. Kurz nach Beginn des Klosterbaus um 1423 wurde angrenzend an das Klostergebäude eine kleine Mönchskirche errichtet, die über den Kreuzgang des Klosters von den Brüdern betreten werden konnte. 1431 wurde die Mönchskirche in den Ausmaßen von 30 m Länge, 11,60 m Breite und 23 m Höhe erweitert. 1481 wurde sie erhöht und zu einem großen Chor umgebaut und 1495 vollendet.
Im selben Jahr 1481 wurde mit dem Bau der dreischiffigen St.-Trinitatis-Kirche begonnen, die an die Westseite des Chores angefügt wurde. Die Gewölbe der gleichhohen Schiffe ruhen auf jeweils fünf gegenüberstehenden Pfeilern. Über das Mittelschiff ist sie mit dem Chor verbunden. Die Abmessungen der Kirche betragen 51 m Länge, 29 m Breite und 23 m Höhe. Charakteristisch für die beiden Kirchengebäude sind die jeweils zu ihren Stirnseiten befindlichen großen Fenster, das auf der Westseite der Trinitatiskirche 13 m hoch und 2,50 m breit ist. Der Chor besitzt auf der Ostseite ein entsprechend großes Fenster. Die Fenster an der Nordseite sind zahlreicher und größer als die der Südseite der Kirchenschiffe.
1495 wurde zwischen der Trinitatiskirche und dem Chor der Kirchturm errichtet. Am 4. Oktober 1503 stürzte die äußere Nordwand der Trinitatiskirche mit fünf Pfeilern, Teilen des Deckengewölbes und des Daches ein. Am 12. Mai 1514 wurde der Bau der Trinitatiskirche abgeschlossen. Die Mittel für die Beschaffung der großen Mengen an Baumaterial erzielten die Mönche aus Almosensammlungen und Geschenken der reichen Hanseaten. Der Name des Baumeisters der Kirchen ist nicht überliefert.
Die St.-Annen-Kirche wurde 1480 bis 1484 an der Westseite der Trinitatiskirche errichtet. Sie sollte auf Wunsch des polnischen Königs Casimir III. der polnische Bevölkerung dienen, die Kosten für ihren Bau trug die Stadt. Sie stellt den kleinsten der drei Kirchenräume dar und hat etwa die Breite eines Seitenschiffes der Trinitatiskirche. In ihr sind die gotischen Fenster der Südseite größer als die der Nordseite.
Mit Beginn der Reformation Martin Luthers von 1517 regte sich bei den evangelischen Danzigern Widerstand gegen den Klosterbetrieb, der 1525 zur teilweisen Räumung des Klosters und dessen Umwandlung in das nachmalige Akademische Gymnasium führte. Der Danziger Rat begünstigte die Hinwendung zur Reformation. Mit den zunehmenden Austritten aus dem Mönchsorden verließen viele Mönche das Kloster, so dass dort nur noch wenige verblieben. 1555 traten die Franziskaner dem Danziger Rat das Klostergebäude und die Trinitatiskirche zur Einführung des evangelischen Gottesdienstes ab. Bei der St.-Annen-Kirche hatte der Rat bereits 1552 einen lutherischen, polnischen Geistlichen angestellt. Den noch anwesenden Mönchen wurden der Verbleib im Kloster und die Verpflegung auf Kosten der Stadt zugesichert. Die Mönchskirche verblieb ihnen zur Andacht.
Das Kloster wurde 1558 in ein Gymnasium mit vier Klassen und drei Lehrern sowie in eine städtische Rats-Bibliothek umgewandelt, welche heute das Nationalmuseum ist.
Zwischen 1670 und 1680 spielte die Kirche eine zentrale Rolle bei den politischen uns sozialen Unruhen in der Stadt. Der aus Wittenberg stammende Pastor Aegidius Strauch stellte sich auf die Seite der Gewerke, die stärkere Mitspracherechte vom Stadtrat forderten, welcher von Patrizier dominiert wurde. Als dieser den Pastor absetzte, kam es zu massiven Demonstrationen, worauf der Rat sich gezwungen sah, seine Entscheidung rückgängig zu machen.
1710 erhielt die St.-Annen-Kirche eine neue Orgel, die der Orgelbauer Andreas Hildebrandt (* zwischen 1681 und 1691; † 1762) erstellte.
1807 wurde Danzig von den auf dem Rückzug befindlichen französischen Truppen Napoleons belagert und nachfolgend von diesen mit 40.000 Soldaten besetzt. Sie nutzten die Trinitatiskirche und das Kloster als Lazarett sowie als Heu- und Kleidungsmagazin was schwere Beschädigungen der Gebäude mit sich brachte. Die St.-Annen-Kirche stand weiterhin für Gottesdienste zur Verfügung. Durch die nachrückende russische Armee wurde Danzig vom 18. Oktober bis 27. November 1813 erneut belagert und bombardiert. Dabei wurden die Dächer der Kirchen schwer beschädigt.
1829 diente das Kloster als Garnisonslazarett. 1852 wurde das Kloster auf Veranlassung von König Friedrich Wilhelm IV. in ein Museum für Kunst und Geschichte von Westpreußen umgewandelt.
Im Zweiten Weltkrieg wurde die Kirche 1945 wieder schwer beschädigt, der Kirchturm brannte nieder.
1987 kehrten die Franziskaner zurück und bildeten eine neue Vereinigung. Die umfangreichen Renovierungen der Trinitatiskirche sind an der Westwand der Kirche verzeichnet: 1819, 1869, 1955 und 1978 sowie 2001 (entsprechend).

## Grundriss und Lage der Kirche

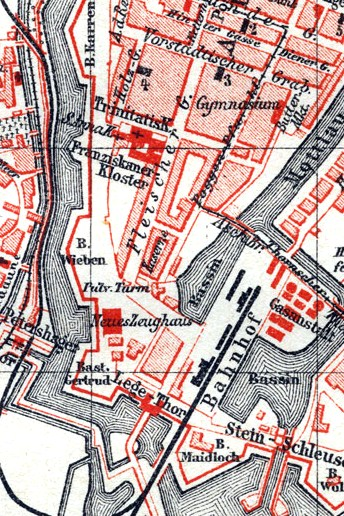
Ausschnitt Lageplan von Danzig von 1885

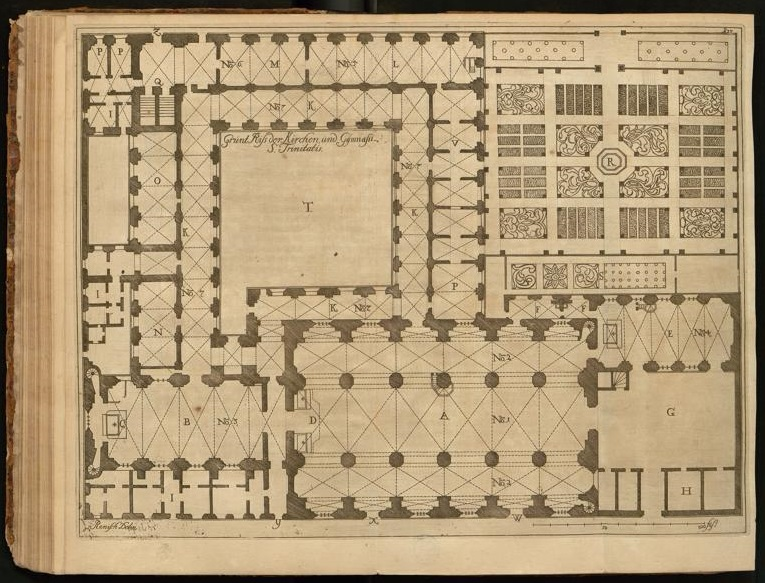
Grundriss des Kirchen-Klosterkomplexes, vor 1695.

Legende zum Grundriss: A: Große Kirche, B: Hinter-Chor mit großem Altar, C: großer Altar, D: Orgel, E: kleine polnische Kirche, F: zwei Sakristeien G: Kirchhof, H: Kanzelhaus (Wohnungen Kirchenbedienter), I: Wohnhäuser der Schulbedienten, K: Kreuzgänge, L: großes Auditorium, M: Vorgewölbe des großen Auditoriums, N:kleines Auditorium, O: Bibliothek, P: Klassen der Prima, Sekunda, Tertia, Q: Treppe zu Kloster und Schlafhaus, R: medizinischer Garten, S: Garten der Herren Vorsteher, T: Garten zwischen den Kreuzgängen im Kloster, V: gewesene Communität, W und X: Eingangstüren zur Großen Kirche, Y: Eingang in das Kloster und zu den Kreuzgängen, Z: Ausgang aus den Kreuzgängen. Je zwei Wendeltreppen in Großer Kirche und Hinterchor.

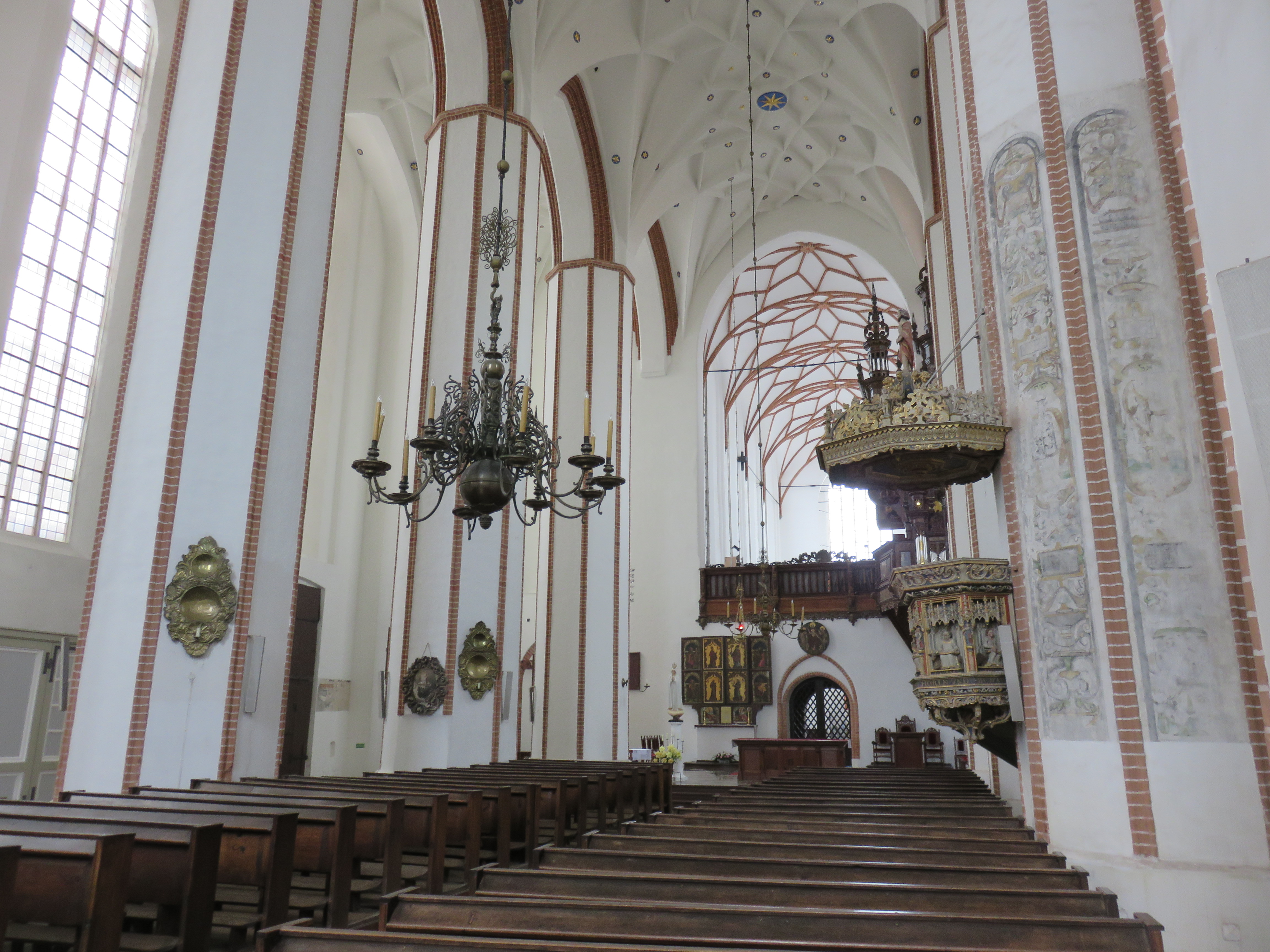
Mittelschiff, Chor im Ostteil.
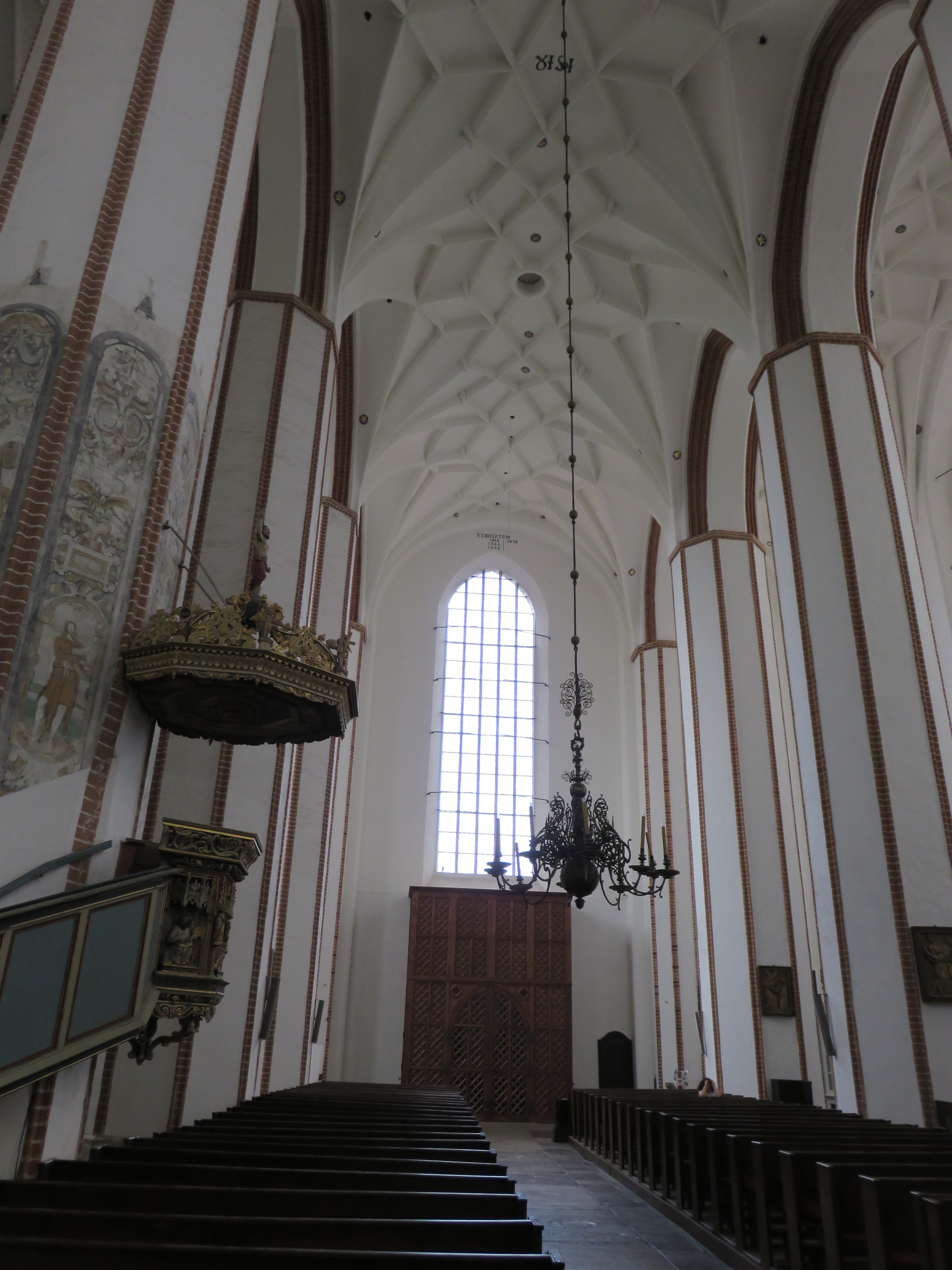
Mittelschiff, Angaben zu Renovierungen an der Westwand.
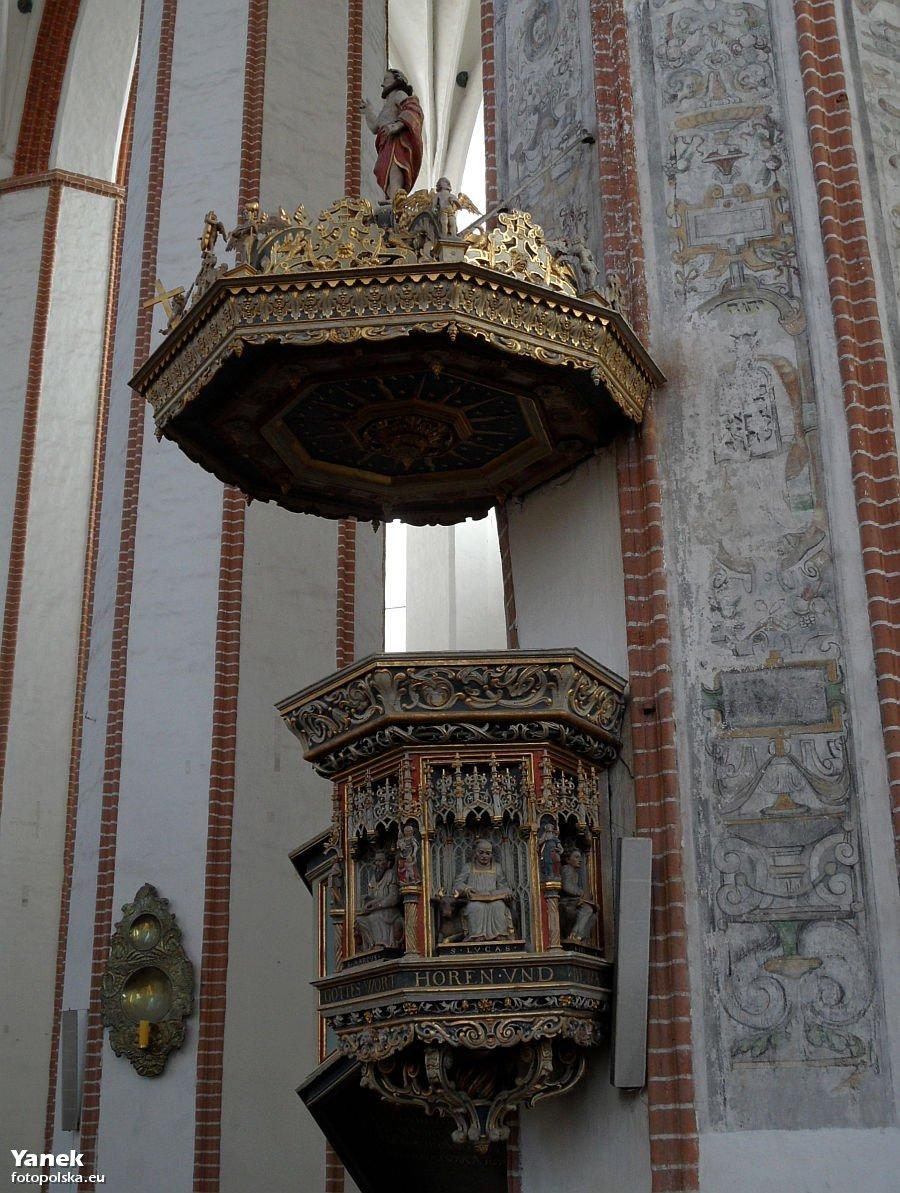
Kanzel
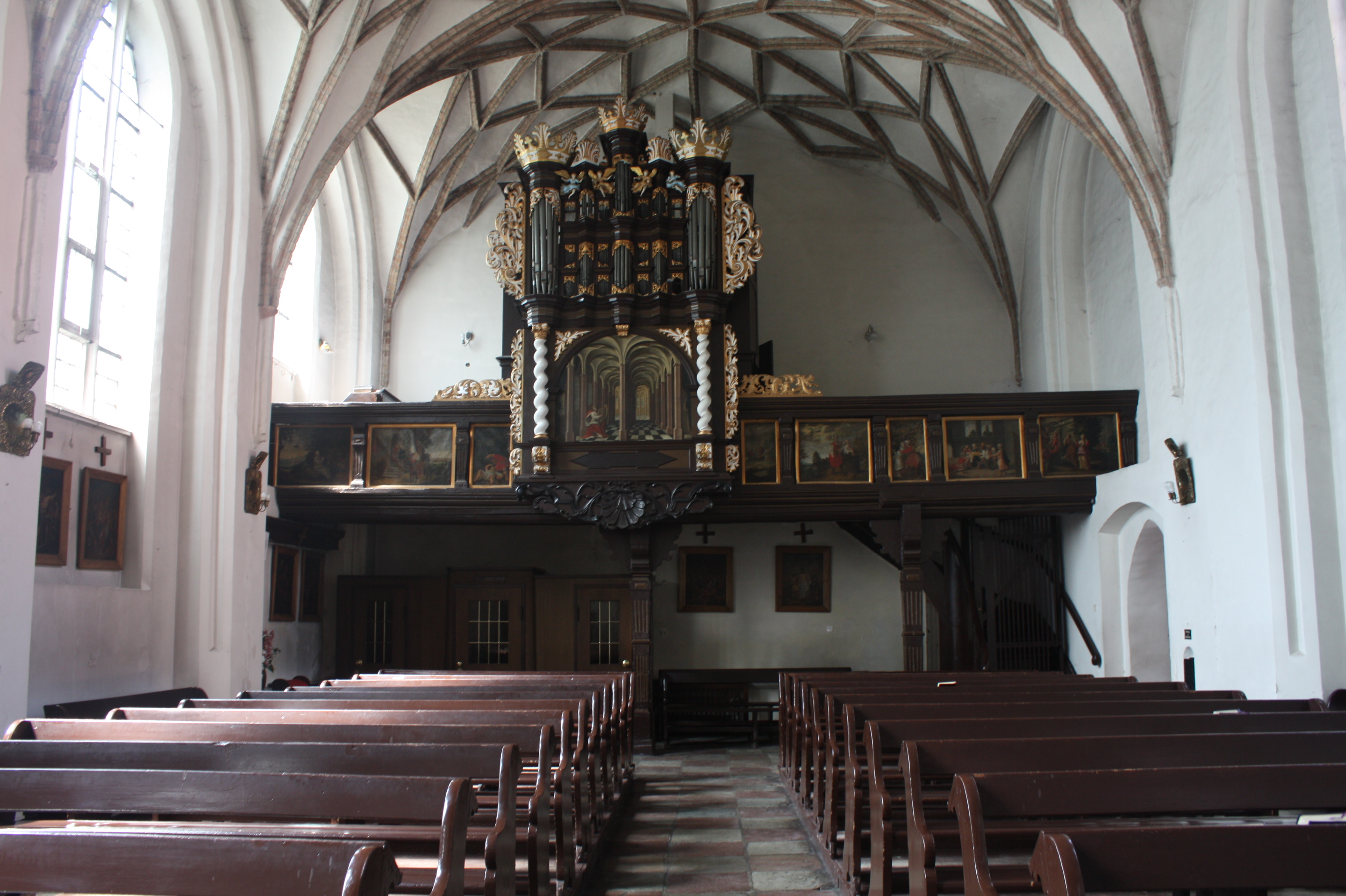
Kirchenschiff St. Annen

## Orgeln

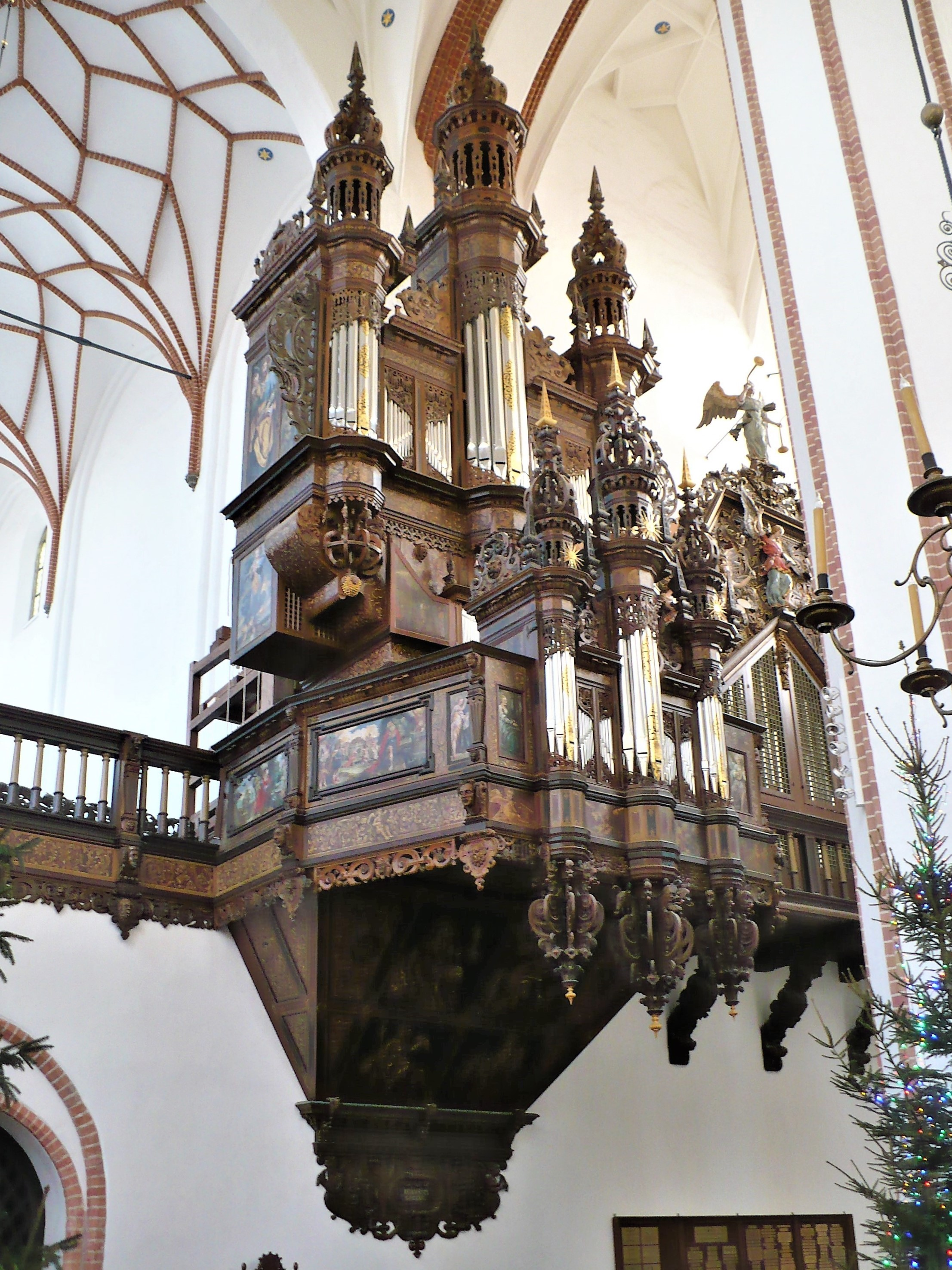
Hauptorgel im südlichen Seitenschiff im Gehäuse von 1618/1703

### Hauptorgel
In den Jahren 1616 bis 1618 baute Merten Friese eine dreimanualige Orgel mit 37 Registern. 1697 ergänzte Georg Nitrowski einen Zimbelstern. Das Instrument wurde 1703 von Tobias Lehmann umgebaut und erhielt ein neues Pedalgehäuse rechts neben dem Hauptgehäuse (III/P/39). 1757 arbeitete Rudolph Dalitz an der Orgel und erweiterte sie auf III/P/41. Nach Umdisponierungen durch Carl Schuricht im Jahr 1872 schuf Otto Heinrichsdorf 1914 ein neues pneumatisches Werk mit 58 Registern auf drei Manualen und Pedal. Sie wich 1960 einer wesentlich kleineren pneumatischen Orgel von Ryszard Plenikowsk (II/P/24).
Die Vorarbeiten zur Wiederherstellung der Friese-Lehmann-Orgel im Stil des Manierismus begannen im Jahr 2007; die Ausführung geschah in mehreren Bauphasen. 2012/2013 rekonstruierte die Orgelwerkstatt Wegscheider zusammen mit dem polnischen Orgelbauer Szymon Januszkiewic das Rückpositiv. Die Fertigstellung der kompletten Orgel hinter dem historischen Prospekt, der von polnischen Konservatoren restauriert wurde, erfolgte im Jahr 2018. Grundlage war der Zustand von 1703. Nur Teile des Gehäuses sind original erhalten. Die Disposition lautet wie folgt:
| I Rückpositiv CDE–c3 |    |
| Principal            | 8′ |
| Hollflöt             | 8′ |
| Quintadöna           | 8′ |
| Salicinal            | 8′ |
| Octava               | 4′ |
| Octava               | 2′ |
| Waldflöt             | 2′ |
| Sesquialter II       |    |
| Sedecima             | 1′ |
| Mixtur V             |    |
| Trompet              | 8′ |
| Hautbois             | 8′ |
| Tremulant            |    |

| II Hauptwerk CDE–c3 |     |
| Principal           | 16′ |
| Quintadöna          | 16′ |
| Octava              | 8′  |
| Spielflöt           | 8′  |
| Viol di gamba       | 8′  |
| Octava              | 4′  |
| Hollflöt            | 4′  |
| Quinta              | 3′  |
| Octava              | 2′  |
| Mixtur VI           |     |
| Fagot               | 16′ |
| Vox humana          | 8′  |

| Brustwerk CDE–c3 |       |
| Flöt             | 8′    |
| Principal        | 4′    |
| Flöt             | 4′    |
| Octava           | 2′    |
| Quinta           | 1 ⁄3′ |
| Schwiegel        | 1′    |
| Regal            | 8′    |

| Groß-Pedal CD–d1 |     |
| Unter bass       | 32′ |
| Violon           | 16′ |
| Salicinal        | 8′  |
| Posaune          | 16′ |
| Trompet          | 8′  |

| Klein-Pedal CD–d1 |     |
| Subbass           | 16′ |
| Octava            | 8′  |
| Flöt              | 8′  |
| Octava            | 4′  |
| Quinta Bass II    |     |
| Mixtur VI         |     |
| Krumhorn          | 8′  |
| Schallmay         | 4′  |
| Cornet bass       | 2′  |

- 4 Sperrventile: I, II, 2 für Pedal
- 2 Cimbelsterne, Calcant, Heerpauke

### Orgel der St.-Anna-Kapelle

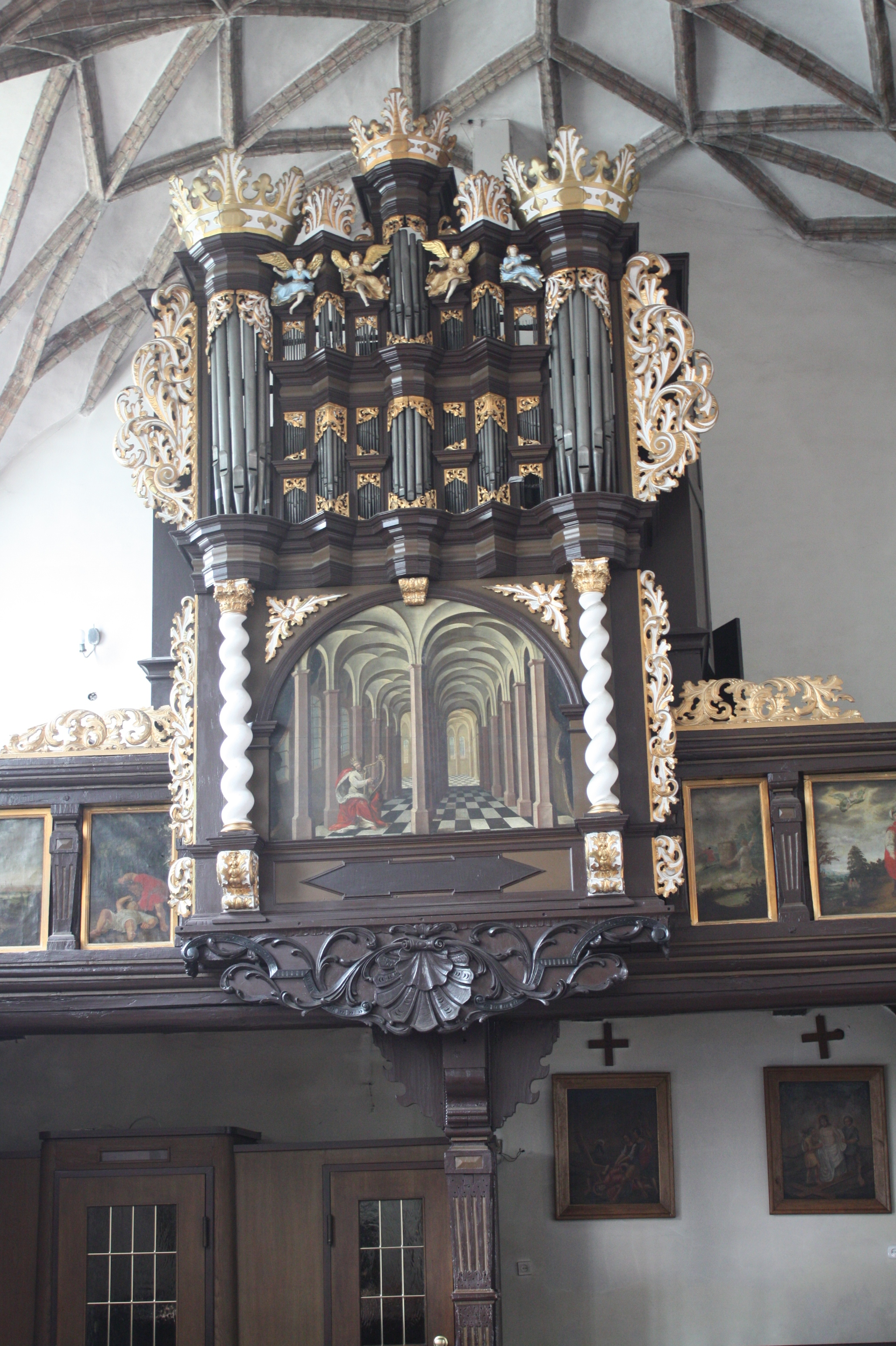
Orgel von 1910 im Gehäuse von 1710

Für die St.-Anna-Kapelle baute Andreas Hildebrandt im Jahr 1710 eine kleine Orgel mit 13 Registern auf einem Manual und Pedal. Sie wurde 1910 von Otto Heinrichsdorf durch ein pneumatisches Werk mit zwei Manualen ersetzt. Es verfügt über elf Register mit folgender Disposition:
| I Manual C– |        |
| Pryncypal   | 8′     |
| Flet Kryty  | 8′     |
| Wiola       | 8′     |
| Oktawa      | 4′     |
| Róg         | 2′     |
| Tercjan II  | 1 3⁄5′ |

| II Manual C–     |    |
| Geigen Pryncypal | 8′ |
| Eolina           | 8′ |
| Flet Travers     | 4′ |

| Pedal C–  |     |
| Subbas    | 16′ |
| Octawbass | 8′  |

- Koppeln: I/I super, II/I, II/I super, I/P, II/P
- Tremolo, Tutti